# Nycteola atrithorax
Nycteola atrithorax är en fjärilsart som beskrevs av Embrik Strand 1917. Nycteola atrithorax ingår i släktet Nycteola och familjen trågspinnare. Inga underarter finns listade i Catalogue of Life.